# Caserío Tolare
El caserío Tolare se ubica en el barrio de Ibaeta del municipio de San Sebastián (Guipúzcoa, España), en camino de Amézqueta, n.º 6, junto a una pequeña regata que baja de Gudamendi, en el límite del área de expansión urbana que se va extendiendo hacia la vaguada. 
Se trata de un caserío unifamiliar de mediano tamaño que presenta fachada principal orientada al SE, tiene planta rectangular y cuenta con planta baja, primera y desván. La cubierta se organiza en dos grandes faldones dispuestos en fondo, apoyados en una cumbrera central perpendicular a fachada. Se apareja en mampostería revocada con sillares de arenisca en esquínales y recercos de vanos, y parte de fachada principal. Esta presenta tres registros de vanos con tres huecos en planta baja, cinco en primera y dos ventanas en la parte de desván, con acceso adintelado en eje central de planta baja y vanos de primera planta decorados con alféizares moldurados. Las fachadas laterales y posterior presentan aperturas de vanos de distintos tamaños, recercados en sillar los originales.
Este caserío es un buen ejemplar del caserío lagar barroco del siglo XVIII, de composición sobria y una notable calidad constructiva que se manifiesta en su magnífica estructura lignea y la sillería de sus paramentos y recercos de vanos. El esquema constructivo con gruesos muros perimetrales de carga y la estructura portante conformada por postes enterizos que sustentan grandes vigas y con tornapuntas de «lira», constituye un excelente ejemplo de las técnicas constructivas habituales en estas construcciones rurales.